# Vulnerable
Vulnerable is een nummer van de Zweedse rockband Roxette uit 1995. Het is de vijfde en laatste single van hun vijfde studioalbum Crash! Boom! Bang!.
De ballad wist geen hitlijsten te in Nederland en Vlaanderen. In Roxette's thuisland Zweden haalde het de 12e positie.